# خوان مانويل كافالو
خوان مانويل كافالو (بالإسبانية: Juan Manuel Cavallo)‏ هو لاعب كرة قدم أرجنتيني في مركز الهجوم، ولد في 8 ديسمبر 1981 في La Para ‏ في الأرجنتين. لعب مع أتلاتيكو إيرابواتو وأتلتيكو أتلانتا وسبورتيفو ديسامبارادوس وسيينسيانو ونادي جامعة غوادالاخارا ونادي سان لويس ونادي نيكاكسا.